# レイ・ホートン
レイ・ホートン（Ray Houghton 、1962年1月9日 - ）は、アイルランドの元サッカー選手。ポジションはMF（攻撃的MF）。

## 経歴
ホートンは1962年1月9日にスコットランドのグラスゴーでアイルランド系の家庭に生まれた。クラブレベルではウェストハム・ユナイテッドFCで選手経歴を開始し、1987年にリヴァプールFCへ移籍すると、フットボールリーグ優勝2回 (1988, 1990) 、FAカップ優勝2回 (1989, 1992) に貢献するなど多くの成功を収めた。
アイルランド系の出身であることからアイルランド代表への招集を受け、1986年3月26日のウェールズ戦で代表デビューを飾った（試合は1-0でアイルランドの勝利）。なお、この試合はジャッキー・チャールトン監督就任最初の試合でもあった。
チャールトンの指導の下でUEFA欧州選手権1988予選を突破し、1988年夏に西ドイツで開催された本大会に出場。1次リーグ初戦、シュトゥットガルトで行われたイングランド戦では、開始6分にヘディングシュートを決め1-0の勝利に貢献。第3戦で、この大会を制するオランダに敗れたが、この大会に旋風を起こした。
FIFAワールドカップにおいても、1990年のFIFAワールドカップ・イタリア大会ではベスト8進出、1994年のFIFAワールドカップ・アメリカ大会ではベスト16進出に貢献した。
特にアメリカ大会1次リーグ初戦、ニューヨークで行われたイタリア戦では、前半11分にフランコ・バレージのクリアボールを拾いミドルシュートを決める活躍を見せ、1-0の勝利に貢献した。その後、1997年秋に行われたFIFAワールドカップ・フランス大会予選プレーオフ、ベルギー戦で同国が敗退すると、この年を最後に代表から退いた。ホートンは国際Aマッチ73試合に出場し6得点を記録した。
2000年に引退後は、サッカー解説者としてアイルランド放送協会やBスカイBのテレビ番組に出演。またアイルランドサッカー協会 (FAI) のアンバサダーを務めている。